# Bolesław Jeziorański
Bolesław Rościsław Antoni Jeziorański (ur. 21 lipca 1868 w Tarczynie zm. 13 września 1920 w Głuchach) – polski rzeźbiarz.

## Życiorys
Urodził się w rodzinie Karola Jana Adama herbu Jeziora, który był urzędnikiem Królestwa Polskiego oraz Adelajdy Julii z domu Guyot, 21 lipca 1868 jako jeden z bliźniaków. Brat zmarł wkrótce po urodzeniu. Jego stryjem był Jan Jeziorański, członek władz powstania styczniowego. 
Rysunku i malarstwa uczył się w Szkole Rysunkowej pod okiem Wojciecha Gersona. W 1897 podjął studia w Monachium oraz w Paryżu w Académie Julian.
W 1912 zakupił dwór w Głuchach, w którym urodził się Cyprian Kamil Norwid.
W 1898 poślubił Romanę Karolinę Obiezierską z którą miał troje dzieci: Adelę, Stanisławę i Karola (jest on bohaterem powieści dla dzieci "Lolek Grenadier" autorstwa Antoniego Gawińskiego).
W 1920 razem z rodziną uciekł z rodziną przed wojskami sowieckim. Po powrocie zastał dom zniszczony, rozbite rzeźby. Zmarł 13 września 1920 na zawał serca. Pochowany został na Starych Powązkach (kwatera 6-2-12/13).

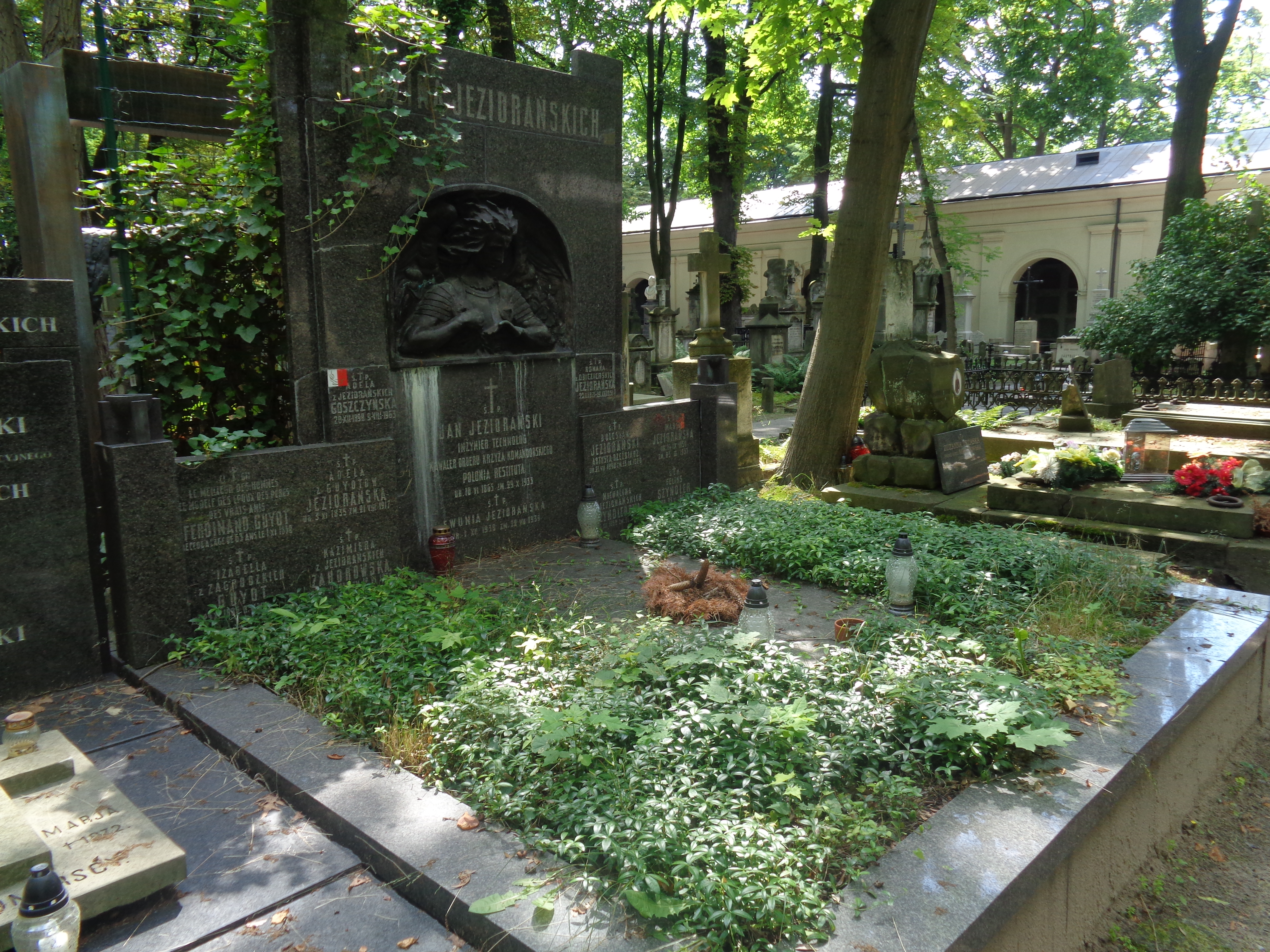
Grób Bolesława Jeziorańskiego na Cmentarzu Powązkowskim

## Twórczość
- grobowce i rzeźby cmentarne: małżeństwa Feliksa i Tekli Karasiewiczów na Cmentarzu Powązkowskim  w Warszawie 1904;
  - Konstantego Mireckiego na cmentarzu w Radomiu 1906
  - Rodziny Jeziorańskich ok. 1906 i Juliana Frageta na Cmentarzu Powązkowskim w Warszawie 1907
  - Rodziny dr Ludwika Andersa na Cmentarzu Ewangelicko-Augsburskim w Warszawie 1910
  - Rodziny Laskowskich i Nagórków na Cmentarzu Ewangelicko-Reformowanym w Warszawie 1910
  - Małżeństwa Adama i Jadwigi Kurtzów na Cmentarzu Rzymskokatolickim w Lublinie 1910
- pomnik Tadeusza Kościuszki w Dąbrówce 1918